# Mi comienzo
Mi Comienzo es el nombre del primer álbum de estudio del cantante chileno Elias Diaz. El álbum fue lanzado el 9 de junio de 2015 por el sello discográfico Mastered Trax Latino.

## Lista de canciones
| N.º   | Título                                       | Duración |  |
| 1.    | «Única Mujer»                                | 3:08     |  |
| 2.    | «Amor de Pobre» (feat. Melódico, Gerson RnB) | 3:14     |  |
| 3.    | «Piensalo Bien»                              | 3:18     |  |
| 4.    | «Donde Estés» (feat. Melódico)               | 4:40     |  |
| 5.    | «Cuanto Te Amo»                              | 3:31     |  |
| 6.    | «Se Llama Música» (feat. Melódico)           | 3:19     |  |
| 7.    | «WTF U Sayin» (feat. Melódico, Makziel)      | 4:16     |  |
| 24:46 |                                              |          |  |